# آلسمیر
آلسمیر (به هلندی: Aalsmeer) () شهرستانی در کشور هلند است که در استان هلند شمالی قرار دارد. نام این شهرستان در زبان هلندی مشتق‌شده از aal به‌معنای مارماهی و meer به‌معنای دریاچه است. آلسمیر در ۱۳ کیلومتری جنوب‌غربی آمستردام، پایتخت هلند واقع شده‌است و از این شهر در برخی منابع با عنوان پایتخت گُلِ جهان یاد شده‌است.

## خصوصیات
آلسمیر -۰٫۱ متر بالاتر از سطح دریا واقع شده‌است.